# 五色素麺

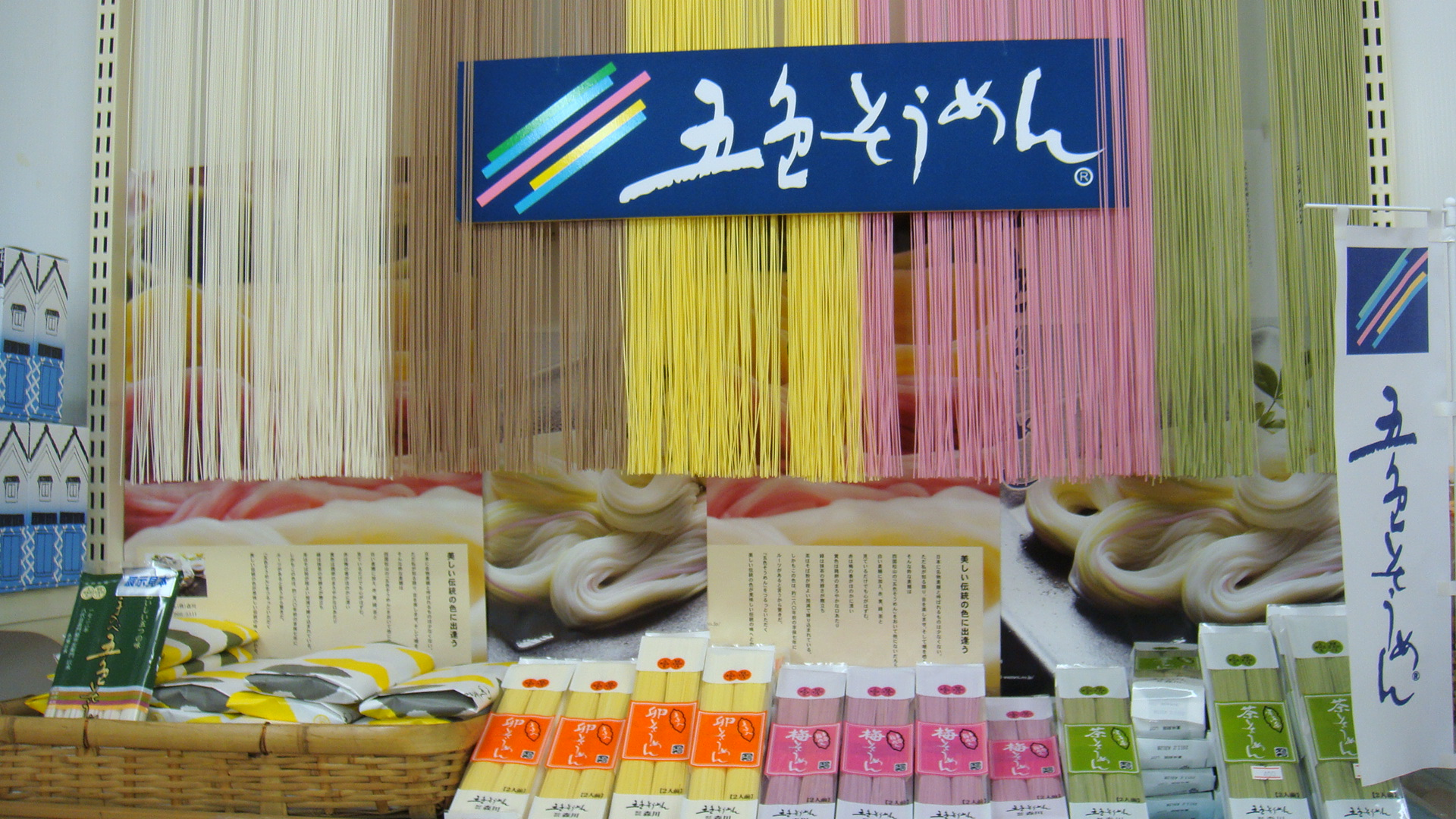
五色素麺

五色素麺（ごしきぞうめん、ごしきそうめん）とは、愛媛県松山市に伝わる郷土料理の1つである。

## 概要
『伊予節』にも「伊予の松山 名物名所」の1つとして「おとに名高き五色ぞうめん」とうたわれている。元禄年間に刊行された『諸國名物鑑』への記載もあり、古くから名物として知られていた。

## 発祥
考案したとされるのは、松山の長門屋である。
長門屋は、寛永12年（1635年）に松平定行が伊予松山藩に移り住んだ際に、従って移住してきた市左衛門による創業である。享保7年（1722年）に八代目市左衛門の娘が椿神社（伊豫豆比古命神社）への参拝した際に、五色の糸が下駄に絡みついたのを見て、父親に素麺に色を付けることを進言したのがきっかけとされる。
当初は「長門屋素麺」の名で販売していたが、後に「五色素麺」に名を変えた。やがて将軍や殿上人にも知られるようになり、寛永、享保年間には禁裏への献上も行われるようになった。その際に「遊糸賞玩其の美玉として五色の如し」との御嘉納があったとされる。
近松門左衛門も親交のあった松山の豪商・後藤小左衛門から五色素麺を贈られ、五色素麺を称えた後藤への礼状が現存している。
正岡子規は明治26年に「文月のものよ五色の糸そうめん」という句を残し、子規門下の長塚節も、道後温泉へ来遊の際に五色素麺を食したことを日記に書きとめている。平成29年には「子規・漱石生誕150年記念事業」の一環として子規・漱石生誕150年を記念する五色そうめんが五色そうめん株式会社森川より発売された。